# Eduard Enslin
Eduard Enslin (* 4. Oktober 1879 in Nürnberg; † 26. Dezember 1970 in Rummelsberg im Landkreis Nürnberger Land) war ein deutscher Augenarzt und Insektenforscher (Entomologe). Er war insbesondere Spezialist für Pflanzenwespen (Symphyta).

## Leben
Enslin wuchs in Nürnberg auf und besuchte das humanistische Gymnasium. Er studierte von 1897 bis 1902 in Erlangen, Greifswald und München Medizin und erhielt in Erlangen die Approbation. Während seines Studiums in Erlangen wurde er im Winter-Semester 1897/98 Mitglied der Burschenschaft der Bubenreuther. Nach der Weiterbildung zum Augenarzt eröffnete er 1906 in Fürth eine Augenklinik. Am 22. Dezember 1924 wurde er zum Sanitätsrat ernannt.
Die Friedrich-Alexander-Universität in Erlangen verlieh Enslin am 4. November 1943 wegen seiner bahnbrechenden Arbeiten über Pflanzenwespen die Ehrendoktorwürde in Naturwissenschaften. Enslin unternahm Sammelreisen nach Südeuropa, ins Mittelmeergebiet (u. a. Griechenland, Korfu, Rhodos), Palästina (1927), Ägypten (1934) und sogar Indien (1929), wo er Insekten sammelte.
Im Alter konnte er nur noch sehr schlecht sehen, hatte einen Herzfehler und lebte sehr zurückgezogen in einem Altersheim in Rummelsberg, wo er 1970 verstarb.

## Wissenschaftliche Arbeiten
Enslin publizierte neben medizinischen Fachbeiträgen etwa 120 naturwissenschaftliche Beiträge und 4 Bücher (siehe Literaturliste bei Kraus & Blank, 1998). Neben Pflanzenwespen untersuchte er auch aculeate Hymenopteren (Stechimmen). Wertvolle wissenschaftliche Erkenntnisse erarbeitete Enslin insbesondere durch das Züchten von Bienen und Wespen. Enslin beschrieb auch eine Reihe von neuen Arten. Enslin sammelte Hautflügler aber auch andere Insekten. Seine wertvolle Sammlung mit mehr als 8000 Arten kam in die Zoologische Staatssammlung München, ie befindet sich zum Teil noch in den Originalkästen. Die Bedeutung der Sammlung liegt nicht nur in der Artenfülle, sondern auch darin, dass die Insekten an Orten gesammelt wurden, die heute zum großen Teil in der Form nicht mehr existieren. Sie kann inzwischen im Netz angesehen wweeden.